# Quad Desert Fury
Quad Desert Fury is een racespel dat werd ontwikkeld door Skyworks Technologies en uitgeven door Majesco Sales. Het spel kwam alleen uit in de Verenigde Staten. De Europese versie werd geannuleerd. De speler bestuurt een quad in de woestijn en moet het opnemen tegen drie computergestuurde tegenstanders. Onderweg moeten duinen, bronnen, gaten en landmijnen ontweken worden. Het spel telt zeven tracks. Het spel kent twee modi, Quick Race en Challenge. Bij de laatste variant moet de speler elke keer eerste worden om naar de volgende track te mogen. Het perspectief wordt in de derde persoon weergegeven.